# Keijo Liinamaa
Keijo Liinamaa, né le 6 avril 1929 à Mänttä et mort le 28 juin 1980 à Helsinki, est un homme d'État finlandais.

## Carrière politique
Keijo Liinamaa est premier ministre du gouvernement Liinamaa du 13 juin au 30 novembre 1975.
Il est aussi ministre de la Justice du gouvernement Aura I (14.5.1970 - 15.7.1970), ministre de l'emploi du gouvernement Aura II (29.10.1971 - 23.2.1972) et vice-ministre des Finances du gouvernement Aura I (26.5.1970 - 15.7.1970).